# Copa Aldao 1957
La Copa Aldao 1957 fue la decimonovena edición del torneo organizado por AFA y AUF. Enfrentó a River Plate, ganador del Campeonato de Primera División 1957; y Nacional, ganador del Campeonato de Primera División 1957. Ambos equipos habían obtenido el tricampeonato 1955-1957 en sus respectivas ligas.
Debían jugarse dos encuentros ida y vuelta como se estableció a partir de la edición de 1941, pero se realizó solo el partido de ida jugado en el estadio Centenario, de Montevideo, en el que River Plate se impuso por 2 a 1. El partido de vuelta, en el estadio Monumental de Buenos Aires, nunca se concretó debido a que el equipo uruguayo planteó no tener fechas disponibles para viajar. Ante esta situación, el título oficialmente quedó desierto, pero según los documentos de la RSSSF, se reconoció virtualmente a  River Plate como campeón de esta edición, aunque realmente la copa quedó "inconclusa" y, aunque Nacional reconoció oficialmente a River Plate como el ganador, la misma no le fue entregada oficialmente al club argentino, por más que el club de Núñez haya ganado el primer partido. El título cuenta con el reconocimiento de la AUF, aunque no ha sido homologado por la AFA.
Cabe aclarar que la edición corresponde al año 1957, aunque en algunas publicaciones fue asignada erróneamente a 1955. Debió disputarse en 1958, pero por inconvenientes de agenda se realizó en 1959 antes del comienzo de los torneos locales. 
Esta fue la última edición oficial de la Copa Aldao, que volvería a jugarse años más tarde, en 1997, pero ya en carácter amistoso y no oficial.

## Clubes clasificados
Clasificaron como campeones de 1957 en sus respectivas ligas.
| AFA (Argentina) |  | River Plate |  | Campeón de Primera División de Argentina (1957) |
| AUF (Uruguay)   |  | Nacional    |  | Campeón de Primera División de Uruguay (1957)   |

## Partido
| 11 de abril de 1959 | Nacional  | 1:2 (1:1) | River Plate                      | Estadio Centenario, Montevideo |                            |
|                     | Salvá 43' |           | Urriolabeitía 2' · Bourgoing 70' | Árbitro(s): Esteban Marino     | Árbitro(s): Esteban Marino |

11 de abril
|                                |
| Bandera de Argentina           |
| Campeón River Plate 6.º título |